# Glenea baia
Glenea baia là một loài bọ cánh cứng trong họ Cerambycidae.